# Qualificazioni al campionato mondiale di calcio 2018 - AFC - seconda fase - girone H
Questa voce raccoglie i risultati delle partite del girone H valido come secondo turno di qualificazione al Campionato mondiale di calcio 2018 per la zona di competenza dell'AFC.
| Squadra        | P.ti | G | V | P | S | RF | RS | DR  |
| -------------- | ---- | - | - | - | - | -- | -- | --- |
| Uzbekistan     | 21   | 8 | 7 | 0 | 1 | 20 | 7  | +13 |
| Corea del Nord | 16   | 8 | 5 | 1 | 2 | 14 | 8  | +6  |
| Filippine      | 10   | 8 | 3 | 1 | 4 | 8  | 12 | -4  |
| Bahrein        | 9    | 8 | 3 | 0 | 5 | 10 | 10 | 0   |
| Yemen          | 3    | 8 | 1 | 0 | 7 | 2  | 17 | -15 |

| Squadra        | Uzbekistan (bandiera) | Bahrein (bandiera) | Filippine (bandiera) | Corea del Nord (bandiera) | Yemen (bandiera) |
| -------------- | --------------------- | ------------------ | -------------------- | ------------------------- | ---------------- |
| Uzbekistan     | —                     | 1 – 0              | 1 – 0                | 3 – 1                     | 1 – 0            |
| Bahrein        | 0 – 4                 | —                  | 2 – 0                | 0 – 1                     | 3 – 0            |
| Filippine      | 1 – 5                 | 2 – 1              | —                    | 3 – 2                     | 0 – 1            |
| Corea del Nord | 4 – 2                 | 2 – 0              | 0 – 0                | —                         | 1 – 0            |
| Yemen          | 1 – 3                 | 0 – 4              | 0 – 2                | 0 – 3*                    | —                |

- a tavolino

## Risultati

### 1ª giornata
| Arbitro: | Jumpei Iida |

|                          |           |                 |
| Bahadoran 50’ Patiño 60’ | Marcatori | 90+3’ Al Malood |

| Arbitro: | Hettikamkanamge Perera |

|  |           |                |
|  | Marcatori | 72’ So Hyon-Uk |

### 2ª giornata
| Arbitro: | Mohd Amirul Izwan Bin Yaacob |

|                                                                     |           |                          |
| Pak Kwang-Ryong 4’ Jang Kuk-Chol 16’ Ro Hak-Su 34’ Ri Hyok-Chol 36’ | Marcatori | 53’ Sergeev 79’ Rashidov |

| Arbitro: | Dmitriy Mashentsev |

|  |           |                          |
|  | Marcatori | 53’ Bahadoran 75’ Ramsay |

### 3ª giornata
| Arbitro: | Lee Min-Hu |

|              |           |  |
| Geynrikh 51’ | Marcatori |  |

| Arbitro: | Mohsen Torky |

|  |           |                  |
|  | Marcatori | 42’ Jong Il-Gwan |

### 4ª giornata
| Arbitro: | Peter Green |

|             |           |                                               |
| Schröck 68’ | Marcatori | 2’ Ahmedov 14’, 80’ Rashidov 43’, 65’ Sergeev |

| Arbitro: | Turki Al-Khudhayr |

|  |           |                                                         |
|  | Marcatori | 31’ (rig.) Ali Baba 45+1’ Al-Husaini 66’ Omar 77’ Adnan |

### 5ª giornata
| Pyongyang 8 ottobre 2015, ore 16:30 UTC+9 | Corea del Nord | 0 – 0 referto | Filippine | Stadio Kim Il-sung (41 000 spett.)\| Arbitro: \| Ma Ning \| |
| Arbitro:                                  | Ma Ning        |               |           |                                                             |

| Arbitro: | Minoru Tojo |

|  |           |                                                       |
|  | Marcatori | 52’ Sergeev 56’ Ahmedov 66’ Rashidov 90+5’ Shomurodov |

### 6ª giornata
| Arbitro: | Liu Kwok Man |

|                         |           |  |
| Jong Il-Gwan 12’ (rig.) | Marcatori |  |

| Arbitro: | Mohanad Qasim Eesee Sarray |

|                          |           |  |
| Abdullatif 53’ Allan 61’ | Marcatori |  |

### 7ª giornata
| Arbitro: | Kim Hee Gon |

|  |           |               |
|  | Marcatori | 83’ Al Sarori |

| Arbitro: | Alireza Faghani |

|                                       |           |                 |
| Sergeev 24’ Geynrikh 66’ Akhmedov 87’ | Marcatori | 2’ Ri Hyok-Chol |

### 8ª giornata
| Arbitro: | Muhammad Bin Jahari |

|                                                 |           |  |
| Pak Kwang-Ryong 45+1’ (rig.) Jong Il-Gwan 90+3’ | Marcatori |  |

| Arbitro: | Abdullah Al Hilali |

|                 |           |                                      |
| Al Sarori 90+2’ | Marcatori | 7’ Haydarov 31’ Djeparov 50’ Andreev |

### 9ª giornata
| Arbitro: | Ryuji Sato |

|              |           |  |
| Ismailov 59’ | Marcatori |  |

| Arbitro: | Ahmed Al Kaf |

|                                                 |           |  |
| Abdul Latif 32’ (rig.) Al Malood 63’ Saad 90+2’ | Marcatori |  |

### 10ª giornata
| Arbitro: | Fahad Al Mirdasi |

|                                  |           |                                     |
| Bahadoran 43’ Ott 85’ Ramsay 90’ | Marcatori | 45+1’ So Kyong-Jin 48’ Ri Hyok-Chol |

| Arbitro: | Mohammed Abdulla Mohammed |

|              |           |  |
| Rashidov 50’ | Marcatori |  |

Lo Yemen disputa le partite casalinghe in Qatar in ragione della difficile situazione interna del paese.